# GoHands
GoHands (株式会社GoHands?, Kabushiki-gaisha GoHands) è uno studio di animazione giapponese fondato nell'agosto 2008 da ex-membri della Satelight. La sua sede principale si trova a Osaka.

## Opere

### Serie TV
- Princess Lover! (2009)[1]
- Čeburaška arere? (2009)[2]
- Seitokai yakuindomo (2010)[3]
- K (2012)[4]
- Coppelion (2013)
- Seitokai yakuindomo* (2014)
- K: Return of Kings (2015)
- Hand Shakers (2017)[5]
- W'z (2019)
- The Girl I Like Forgot Her Glasses (2023)

### OAV
- Seitokai yakuindomo (2011)[3]
- Asa made jugyō chu! (2012)[6]

### Film
- Mardock Scramble: The First Compression (2010)[7]
- Mardock Scramble: The Second Combustion (2011)[7]
- Mardock Scramble: The Third Exhaust (2012)[7]
- K: Missing Kings (2014)[8]